# Krówka (rzeka)
Krówka – rzeka, prawy dopływ Brdy, struga łącząca kilkanaście jezior rynny byszewskiej. W górnym biegu nosi nazwę Tonińska Struga.
Źródło cieku znajduje się w pobliżu miejscowości Huta na Krajnie. Początkowo płynie na północ w kierunku Sośna, przez rezerwat przyrody Wąwelno, by zakręcić na południe. Południowy kraniec osiąga w toni Jeziora Słupowskiego, potem łagodnie skręca na północny wschód, a wreszcie niemal na północ. Cały bieg liczy 54 km. W rynnie Jezior Byszewskich, jako struga łącząca poszczególne akweny ma długość nieco ponad 8 km.
W swym górnym biegu (od źródeł do Jeziora Dźwierznowskiego) rzeka ta nosi nazwę Tonińska Struga.
78% powierzchni zlewni rzeki Krówki stanowi obszar zlewni całkowitej jezior: Wierzchucińskiego Dużego i Małego.
Powyżej jezior Wierzchucinieckich posiada dwa ważniejsze dopływy: spod Wąwelna i spod Prosperowa, które odwadniają tereny rolnicze oraz zbierają wody z rowów meliorujących torfowiska.
Jakość wód Krówki badana była w Buszkowie, w obrębie rynny jezior byszewskich, w latach 1976, 1986, 1995 i 2002. Wody cieku kwalifikowano w III klasie czystości wód (1995) lub pozaklasowej, głównie z uwagi na eutrofizację i stan sanitarny.